# Grigol Czanturia
Grigol (Giorgi) Czanturia (gruz. გრიგოლ (გიორგი) ჭანტურია, ur. 25 września 1973 w Samtredii) – gruziński piłkarz, grający na pozycji bramkarza, reprezentant Gruzji, od 2009 roku zawodnik Olimpi Rustawi.